# Aryballe d'Aineta
Vous lisez un « bon article » labellisé en 2025.
L'aryballe d'Aineta est un aryballe grec antique fabriqué entre 625 et 570 avant notre ère dans la ville de Corinthe, au sud de la Grèce, et conservé au British Museum.
Ce petit récipient contenait de l'huile parfumée ou un onguent. Il présente une inscription figurée, communément interprétée comme le portrait d'une femme, vraisemblablement Aineta, dont le nom figure dans l'épigraphie.
D'après Athanasios Rhousopoulos, archéologue et professeur athénien auteur de la première monographie sur l'artéfact, il aurait été mis au jour près de Corinthe vers 1852, selon toute probabilité dans un contexte sépulcral, possiblement la tombe de cette Aineta.
L'acquisition de cet objet par le British Museum en 1865 a permis de révéler les trafics d'antiquités de Rhousopoulos, condamné pour cette vente en 1877.

## Description

### Aspect général
L'aryballe d'Aineta révèle une facture soignée, modelée dans une argile à la teinte chaude et jaunâtre. Ce petit vase se caractérise par un corps globulaire et un col discoïdal, reliés par une anse. L'artéfact, aux dimensions modestes, présente une hauteur et un diamètre avoisinant les 6,35 cm. Sa base plane, qui ancre solidement l'objet, assure une stabilité verticale. Au sommet, l'orifice d'un diamètre d'environ 8 millimètres, s'ouvre au sein d'une embouchure plus ample, dont le diamètre oscille entre 4,2 et 4,8 cm, formant un léger évasement. L'anse, d'une largeur de 3 cm et d'une hauteur de 2,5 cm, dessine une courbe qui se resserre légèrement à sa base avant de rejoindre la panse du vase. La conception de cet aryballe témoigne d'une maîtrise technique particulière, qui implique un tournage en deux parties distinctes pour le corps globulaire et le col discoïdal.
Le professeur et marchand d'art athénien Athanasios Rhousopoulos, qui occupe une chaire à l'université d'Athènes, réalise la première publication scientifique consacrée à l'aryballe en 1862. Dans cette étude princeps, il décrit l'objet comme « plutôt rugueux, mais soigneusement nettoyé ». Au sein de cette même publication, Rhousopoulos établit une comparaison morphologique avec un coing ; ultérieurement, il affine sa description en lui attribuant la « taille d'une pomme ».

### Motifs et inscriptions

#### Détails figuratifs
L'aryballe présente un décor ornemental où les rosaces figurent tant sur le corps que sur l'ouverture du vase. Rhousopoulos discerne dans l'ornementation de l'ouverture, caractérisée par un motif floral centré avec minutie, la partie la plus élaborée de l'artéfact, qualifiant ce détail de révélateur d'un « goût typiquement grec ». Il établit un contraste avec la décoration du corps du vase, où, selon son analyse, « l'on se retrouve immédiatement dans des contrées asiatiques méconnues : magnifiques, mais aussi singulières et exotiques »,.

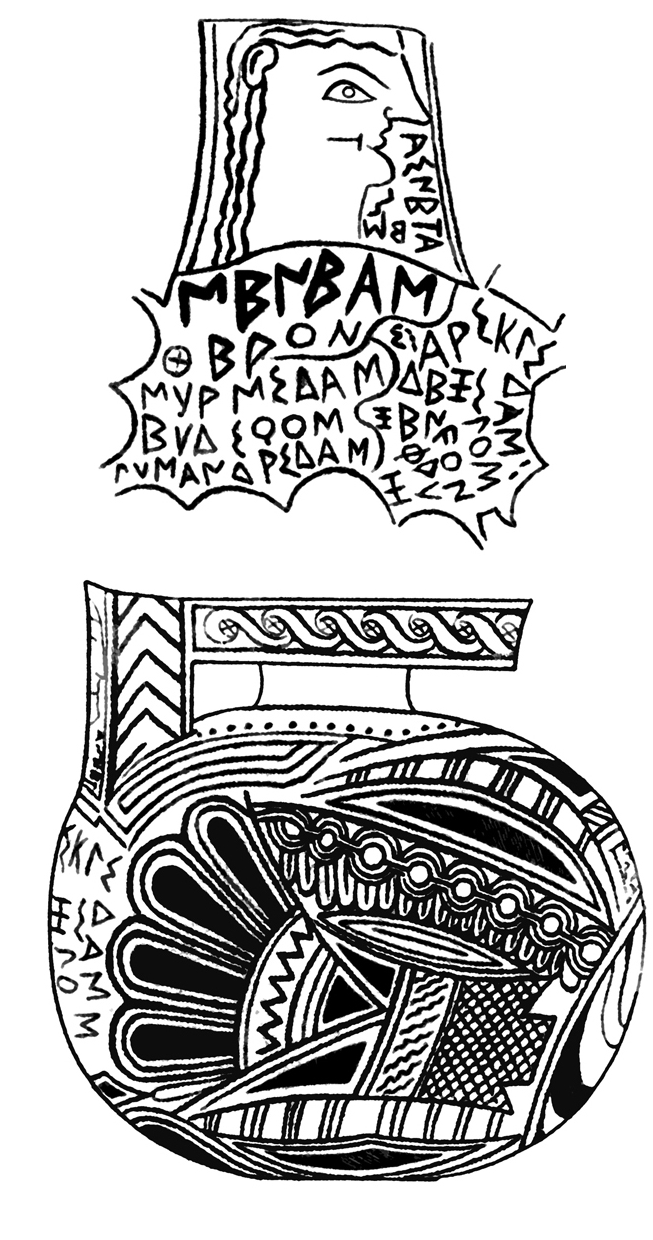
Dessin au trait de l'aryballe, mettant en évidence les motifs décoratifs et l'inscription.

L'anse du vase présente une inscription figurant une tête de femme, sous laquelle, sur le corps du vase, figure une liste de neuf noms masculins,. Ces noms et le portrait sont distincts les uns des autres et séparés par trois lignes de démarcation. Des représentations féminines analogues sont courantes sur d'autres vases corinthiens de ce type. L'ensemble des inscriptions, tant les noms que le dessin, a été exécuté lors de la fabrication de l'aryballe, employant l'alphabet corinthien.
Une inscription, « Aineta emi » (Αἰνέτα ἐμί), émane du portrait féminin. Le terme « emi » signifie « je suis », et Aineta est un nom propre interprété comme « la célèbre » ou « la louée ». Généralement considéré comme un anthroponyme féminin ; il pourrait être celui d'une hétaïre, conformément à l'usage fréquent de noms auto-descriptifs chez ces dernières. Un débat subsiste quant au cas grammatical d'Αἰνέτα : nominatif, auquel cas l'inscription se lit « Je suis Aineta » ; ou génitif, signifiant alors « Je suis d'Aineta » ou « J'appartiens à Aineta ». Wachter et Margherita Guarducci soutiennent la lecture au nominatif, relevant la disposition des mots descendant de la bouche du portrait, suggérant une parole émanant de celui-ci,. Il s'agit du plus ancien exemple connu d'inscription de parole sur céramique grecque, un usage qui se généralise au VIe siècle av. J.-C..

#### Débats et interprétations
En 1976, l'érudit Carlo Gallavotti propose une interprétation singulière selon laquelle le portrait représenterait un individu masculin, et le nom inscrit serait celui d'Ainetas, identifié comme un danseur. Il suggère aussi que les autres noms mentionnés désigneraient les membres de sa troupe, incluant un musicien nommé Menneas,. Cette hypothèse, bien que novatrice, ne rencontre pas l'adhésion de la communauté scientifique et demeure largement invalidée,,. Précédemment, l'helléniste Payne avait déjà réfuté l'identification du nom avec « Aineta », fondant son objection sur l'absence de toute occurrence de ce nom dans l'onomastique grecque attestée. Concernant le mot « Aineta », différentes hypothèses subsistent : il est parfois envisagé comme un pseudonyme, voire comme le nom d'une hétaïre fictive, tandis que l'onomasticien Wachter penche avec une forte probabilité pour son authenticité en tant qu'anthroponyme. Par ailleurs, le nom Meneas (ou Menneas) figure en position initiale dans la liste et se distingue visuellement par une typographie légèrement plus grande et en gras par rapport aux autres noms, ce qui suggère une importance particulière ou un rôle prééminent au sein du contexte évoqué.
Initialement, Rhousopoulos propose de voir dans le visage féminin une effigie d'Aphrodite. Cependant, la majorité des analyses ultérieures s'accordent sur l'identification plus probable d'un portrait d'Aineta. Katerina Volioti et Maria Papageorgiou établissent un parallèle suggestif entre cette représentation et des iconographies similaires associées aux rites de passage à l'âge adulte des jeunes femmes des élites. En 1942, Majorie Milne suggère que la présence de plusieurs noms masculins témoigne d'une synergie entre les admirateurs d'Aineta, et oppose le vase à une pyxide ornée de trois noms féminins qu'elle identifie comme ceux d'hétaïres. L'onomasticien Wachter, pour sa part, décrit la liste nominative sur l'aryballe d'Aineta comme un témoignage probant pour l'étude de la prosopographie et de l'onomastique corinthiennes à l'époque d'utilisation du vase.

## Fonction
Objet emblématique de la céramique antique, l'aryballe se présente comme un petit vase sphérique, particulièrement répandu durant les époques archaïque et classique, dont la fonction première était de renfermer des huiles parfumées ou de précieux onguents. Concernant l'aryballe d'Aineta, Rhousopoulos avance l'hypothèse d'un présent, qu'il imagine soit comme l'offrande d'un amant à l'hétaïre Aineta, soit comme une dédicace funéraire. Pour étayer cette dernière supposition, il souligne l'état de conservation exceptionnel du vase ainsi que l'absence d'inscriptions ultérieures, éléments qui tendent à accréditer l'idée que le récipient n'aurait jamais connu d'usage profane. Cette interprétation d'un don jouit d'une large adhésion au sein de la communauté scientifique : Steinhart et Wirbelauer le considèrent unanimement comme un cadeau, tandis que Wachter vient conforter l'analyse de Rhousopoulos en le qualifiant de probable « cadeau d'amour ».

## Datation
Le vase est fabriqué à Corinthe, au sud de la Grèce. Rhousopoulos date initialement ce vase, par son ornementation, de la 30e olympiade (660-656 av. J.-C.), ce qui ferait de l'aryballe d'Aineta le plus ancien vase corinthien inscrit connu,,. Toutefois, cette datation est remise en question par Humfry Payne, qui, dans son ouvrage de 1931 sur la céramique corinthienne, le situe vers 625 av. J.-C., en se basant sur la forme des lettres de l'inscription, une évaluation approuvée par Lilian Hamilton Jeffery en 1961,. En 1979, Fritz Lorber argumente que la datation de Payne est trop ancienne. Il place le vase dans la période corinthienne ancienne (c. 620-615–595-590 av. J.-C.,,) et souligne que la forme des lettres présente des caractéristiques, comme la forme serpentine de l'iota, typiques des inscriptions du VIe siècle. Darrell A. Amyx suggère en 1988 une datation plus probable à la période corinthienne moyenne (c. 595-590–570 av. J.-C.), un avis partagé par Wachter,.

## Découverte

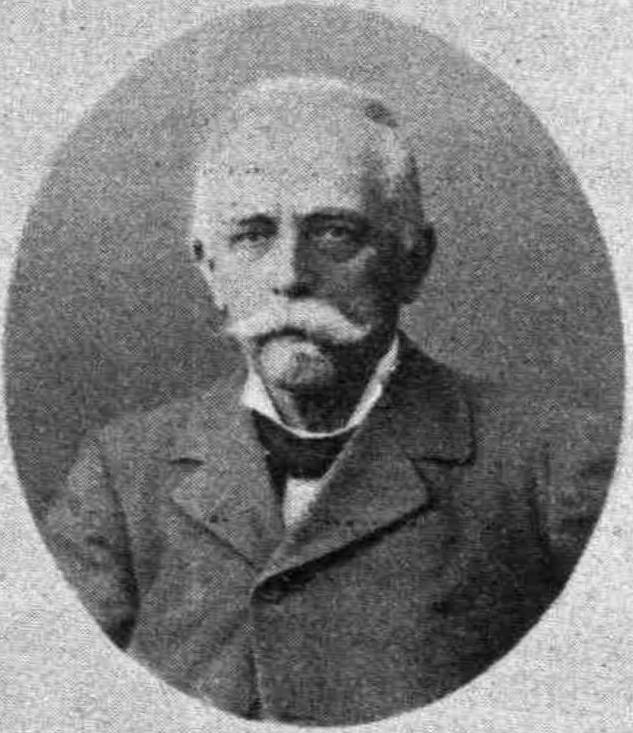
Athanasios Rhousopoulos, photographie prise dans les années 1890.

Le vase est mentionné pour la première fois dans un article de recherche de Rhousopoulos, paru en 1862 dans le journal de l'Institut archéologique allemand de Rome. Selon cette publication, le vase aurait été découvert près de Corinthe vers 1852 et acquis par Rhousopoulos quelques années plus tard.
Rhousopoulos participe activement au commerce d'objets antiques exhumés sans autorisation officielle. Au début des années 1870, il se vante auprès du professeur George Rolleston de pouvoir faire appel à « tous les fossoyeurs d'Athènes qui creusent des tombes dans toute l'Attique », ce qui illustre l'étendue de ses réseaux. Bien que ses activités ne suscitent pas encore l'attention des autorités, Nikolaos Papazarkadas le décrit comme fortement impliqué dans diverses transactions douteuses qui concernent des antiquités illégalement exhumées. Le principal cadre légal qui régit les antiquités est la loi du 22 mai 1834, que Galanakis qualifie de « vaguement interprétée et encore plus vaguement appliquée ». Selon cette loi, les fouilleurs, souvent désignés comme des « pilleurs de tombes », doivent obtenir la permission de l'éphore général pour effectuer des fouilles, autorisation que ce dernier est quand même tenu d'accorder si les fouilles se déroulent sur un terrain privé avec le consentement du propriétaire. De plus, les antiquités découvertes lors de ces opérations sont considérées comme la propriété conjointe de l'État et des fouilleurs, et doivent par conséquent être partagées. Ces artéfacts peuvent être librement vendus à l'étranger, à condition que leurs propriétaires obtiennent l'aval d'un comité d'État de trois experts attestant que l'objet est jugé « inutile » pour les musées grecs.

## Acquisition par le British Museum

### Vente illégale

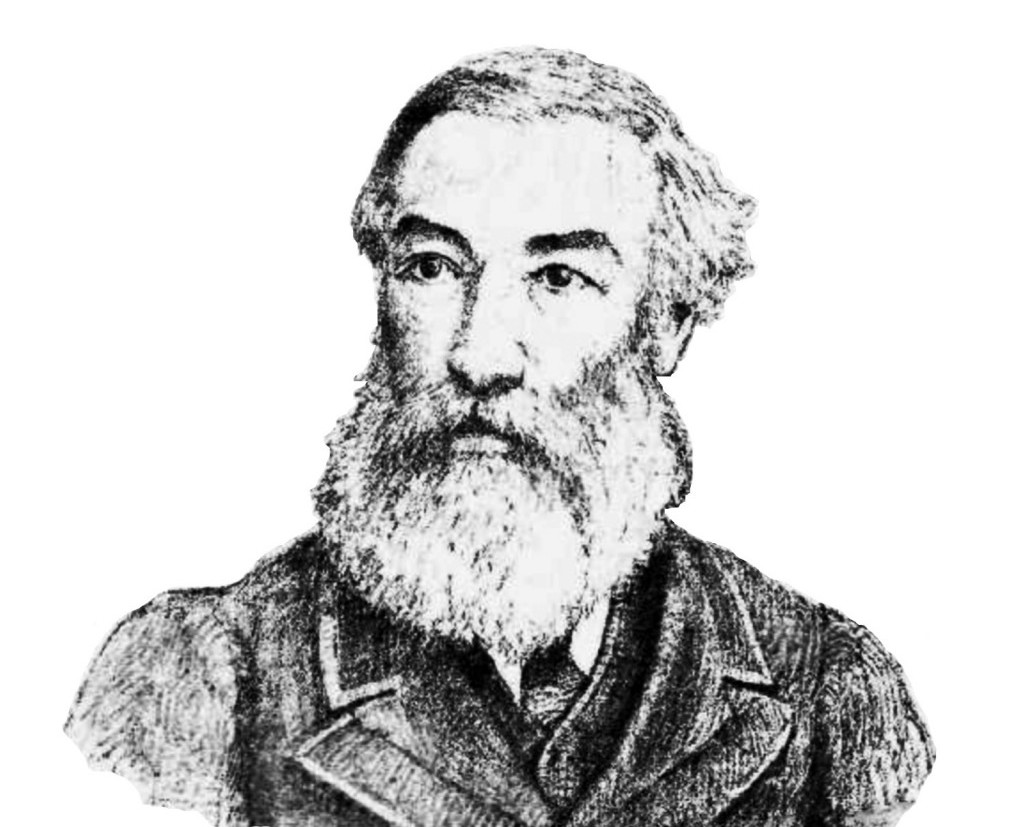
Charles Merlin, agissant pour le compte du British Museum, fait l'acquisition de l'aryballe auprès de Rhousopoulos.

En 1865, Panagiotis Efstratiadis, alors éphore général du Service archéologique grec, note dans son journal l'étendue et la richesse de la collection d'antiquités de Rhousopoulos, ce qui marque la première reconnaissance officielle de ses activités. La même année, Rhousopoulos vend l'aryballe d'Aineta au British Museum pour 1 000 drachmes, par l'entremise de Charles Merlin, banquier et diplomate britannique établi à Athènes, souvent intermédiaire dans les acquisitions d'antiquités. Charles Thomas Newton, conservateur des antiquités grecques et romaines du musée, a préalablement sélectionné l'objet pour l'achat et le reçoit ensuite de Merlin. Rhousopoulos effectue la vente sans l'autorisation requise du comité d'État, mais se défend dans le journal Elpis du 16 février 1867 : « cet aryballe de la taille d'une pomme, évalué à seulement 25 drachmes, n'a aucune valeur artistique ». Efstratiadis, lui, qualifie Rhousopoulos de « professeur d'université doublé d'un pilleur d'antiquités ».
Efstratiadis ne peut sanctionner les infractions de Rhousopoulos pour plusieurs raisons. D'abord, l'État manque de ressources financières, humaines et juridiques suffisantes pour lutter efficacement contre les fouilles clandestines et le commerce illicite d'antiquités, tandis que l'engagement politique de ses supérieurs est remarquablement faible. Ensuite, Efstratiadis doit maintenir des relations cordiales avec les marchands d'art athéniens, qui réalisent un volume de fouilles supérieur à celui du Service archéologique grec ou de la Société archéologique d'Athènes, et qui proposent souvent de vendre à l'État les objets découverts. Par ailleurs, Rhousopoulos siège régulièrement dans un comité d'évaluation de trois experts et agit fréquemment comme consultant, ce qui limite encore davantage la capacité d'Efstratiadis à mobiliser l'appareil archéologique étatique contre Rhousopoulos. Ces éléments conjugués restreignent considérablement l'efficacité des actions d'Efstratiadis dans ce contexte délicat.

### Condamnation de Rhousopoulos
Rhousopoulos est condamné en 1867 à une amende de 1 000 drachmes équivalant au montant de la vente d'un aryballe pour avoir exporté des antiquités sans l'autorisation requise de l'éphore général. Ses actes suscitent une vive réprobation de la part du ministre de l'Éducation et des Cultes, qui supervise le Service archéologique, ainsi que de la Société archéologique d'Athènes, qui décide de l'expulser dans les années 1870. Par la suite, Rhousopoulos s'efforce de maintenir son commerce d'antiquités à l'abri de la surveillance de l'État. Dans un article paru en 2012, Galanakis désigne l'affaire de l'aryballe d'Aineta comme un tournant majeur dans la lutte contre le trafic d'antiquités grecques. Cette affaire, rare succès judiciaire contre l'exportation illégale d'objets antiques, illustre les défis persistants de la protection du patrimoine culturel face aux activités illicites.